# Otto V van Brandenburg
Otto V van Brandenburg bijgenaamd de Lange (circa 1246 - 1298) was van 1267 tot 1298 mede-markgraaf van Brandenburg-Salzwedel. Hij behoorde tot het huis Ascaniërs.

## Levensloop
Hij was de tweede zoon van markgraaf Otto III van Brandenburg en Beatrix van Bohemen, dochter van koning Wenceslaus I van Bohemen. Tijdens zijn jeugd bracht Otto V vele jaren door in Praag aan het hof van koning Ottokar II van Bohemen.
Na de dood van zijn vader in 1267 werd Otto V samen met zijn broers Johan III, Albrecht III en Otto VI markgraaf van Brandenburg-Salzwedel.
Nadat Ottokar II van Bohemen in 1278 stierf, werd Otto V regent voor diens minderjarige zoon Wenceslaus II. Als regent moest hij omgaan met de intriges van Ottokars weduwe Cunigonde van Slavonië en de machtige Boheemse adel. Nadat Wenceslaus II zelf begon te regeren, bleven hij en Otto V goede banden behouden en Wenceslaus II nam ook maatregelen tegen de sterke invloed van de aanhangers van zijn moeder.
Als markgraaf van Brandenburg verdedigde Otto V ook de Brandenburgse aanspraken op Pommeren tegen de opeising van Polen van dit gebied. In 1298 overleed hij.

## Huwelijk en nakomelingen
Hij huwde met Judith van Henneberg, dochter van graaf Herman I van Henneberg en Margaretha van Holland . Ze kregen volgende kinderen:
- Mechtilde (1270 - voor 1298), huwde met Hendrik IV, hertog van Silezië en groothertog van Polen.
- Herman (1275-1308), markgraaf van Brandenburg-Salzwedel
- Otto (overleden in 1307)
- Cunigonde (overleden in 1317), bleef ongehuwd
- Beatrix (overleden rond 1316), huwde met hertog Bolko I van Schweidnitz
- Jutta (overleden in 1328), huwde met hertog Rudolf I van Saksen-Wittenberg
- Albrecht (voor 1283 - circa 1296)